# Thomas Zwenger
Thomas Zwenger (* 10. August 1950 in Caputh) ist ein deutscher Philosoph und Professor an der Ludwig-Maximilians-Universität München.

## Biografie
Zwenger studierte von 1970 bis 1976 Philosophie, Germanistik und Indologie an der LMU München. Es folgte das Promotionsstudium an der Justus-Liebig-Universität Gießen mit den Fächern Philosophie, Geschichte und Psychologie. Während dieser Zeit hörte er in Frankfurt a. M. auch Vorlesungen bei Karl-Otto Apel, Herbert Schnädelbach und Jürgen Habermas. Dieses Studium wurde durch ein Promotionsstipendium der Studienstiftung des deutschen Volkes gefördert. Daneben absolvierte Zwenger eine psychotherapeutische Ausbildung (Psychodrama Stuttgart) und arbeitete einige Jahre als Psychotherapeut und Kommunikationstrainer. Von 1984 bis 1985 war Zwenger im Rahmen eines vom Deutschen Akademischen Austauschdienst finanzierten Forschungsaufenthalts am Balliol College in Oxford. Seine Studien standen dort in Zusammenhang mit dem begonnenen Dissertationsprojekt. U. a. studierte er bei Donald Davidson, der in dieser Zeit eine Gastprofessur in Oxford hatte. 1989 wurde er mit einer systematischen Arbeit über die anglo-amerikanische „Analytische Handlungstheorie“ und ihre mögliche transzendentalphilosophische Kritik bei Hans Michael Baumgartner in Gießen promoviert. 1992 übernahm Zwenger die Stelle eines Akademischen Rates am Philosophischen Seminar A der Universität Bonn. 2008 wurde er an der Fakultät für Philosophie, Wissenschaftstheorie und Religionswissenschaft der LMU München mit einer Arbeit mit dem Titel „Geschichtsphilosophie – Eine kritische Grundlegung“ habilitiert. Seit seinem Ausscheiden in Bonn und der Rückkehr nach München 2015 ist Zwenger als apl. Professor an der LMU München tätig.

## Forschungsschwerpunkte
Zwenger entwickelte Interesse an einer rationalistischen „Philosophie des kantischen Typs“ (H.M. Baumgartner). Historisch orientiert sich diese Auffassung an der mit Platon beginnenden und über die Stationen des kartesianisch-kantischen kritischen Rationalismus bis in den deutschen Idealismus verlaufende Tradition des selbst- und letztbegründenden Denkens. Zwenger sieht Philosophie in solchem Kontext am zentralen aufklärerischen Konzept der Freiheit orientiert, als Selbstaufklärung der Vernunft. Philosophie in diesem Sinne ist für ihn unabdingbar Metaphysik, aber stets als Selbstreflexion des Menschen als „ζ⎝ον λόγον ἔχον“ [zoon logon echon, d. h. das Wesen, welches über den Logos (Vernunft) verfügt]. Damit setzt sich die Philosophie in einen Gegensatz zu den (positiven) Wissenschaften, die sich (deskriptiv) um die Erlangung von „Objektwissen“ (Erkenntnis von Gegenständen) bemühen, während es der Philosophie ausschließlich (normativ) um eine Geltungsbegründung von Begriffen geht. Daraus ergibt sich auch, dass eine solche Philosophie als transzendentale Geltungsdiskussion notwendig kritische Stellungnahme gegen den modernen und postmodernen Ästhetizismus bedeutet und so in allen Bereichen der Kultur wirkt. Aus dieser philosophischen Grundhaltung ergeben sich für Zwengers Arbeit thematische Schwerpunkte in der Philosophie Platons, Kants sowie des deutschen Idealismus, vor allem Schellings. Ein spezielles Forschungsinteresse entwickelte er an den theoretischen Problemen der Geschichtsphilosophie.

## Publikationen
- Thomas Zwenger Veröffentlichungen Gesamtverzeichnis

Herausgeberschaften
- Kant verstehen/Understanding Kant. Über die Interpretation philosophischer Texte, 1. Aufl. 2001, 2. Aufl. Wissenschaftliche Buchgesellschaft, Darmstadt 2004 (mit Dieter Schönecker). (Online: Inhalt)
- Oswald Spengler: Der Untergang des Abendlandes. Neu herausgegeben und mit einem Nachwort von Th. Zwenger, Wiesbaden 2008.
- Philosophische Reihe: „Geist und Geisteswissenschaft“, Verlag Karl Alber Freiburg/München; herausgegeben von Hans Joas, Martin Mulsow, Jörg Noller, Birgit Recki, Thomas Zwenger. Daraus der Band 1: Die Aktualität des Geistes. Klassische Positionen nach Kant und ihre Relevanz in der Moderne; hrsg. v. Jörg Noller u. Thomas Zwenger; Freiburg/München 2018. (Online)

Bücher und Artikel
- Geschichtsphilosophie. Eine kritische Grundlegung. Darmstadt (Wissenschaftliche Buchgesellschaft) 2008.
- Stichwort „Reflexion“, in: Neues Handbuch Philosophischer Grundbegriffe, hrsg. V. P. Kolmer, A. G. Wildfeuer, München/Freiburg (Alber) 2011.
- Das Problem des historischen Zusammenhangs. Geschichte als narrative Konstruktion in praktischer Absicht. In: J. Nida-Rümelin, E. Özmen (Hrsg.): Welt der Gründe, Deutsches Jahrbuch Philosophie, Bd. 4, Hamburg (Meiner) 2012.
- Geschichte – was ist das eigentlich? In: M. Rathgeb, M. Helmerich, R. Krömer, K. Lengnink, G. Nickel (Hrsg.), Mathematik im Prozess. Philosophische, Historische und Didaktische Perspektiven, Wiesbaden (Springer) 2013.
- Wissenschaft auf Teufel komm raus, in: Erwägen – Wissen – Ethik (vormals Ethik und Sozialwissenschaften (EuS), Streitforum für Erwägungskultur) 22/2011, Heft 4.
- Der Grund der Geschichte. Geschichtsphilosophie nach Schelling. In: Wiener Jahrbuch für Philosophie, hrsg. v. R. Langthaler, Wien 2015.
- Der ‚Geist‘ als Grundbegriff einer kritischen Philosophie? Überlegungen zu Kants Vernunftverständnis. In: J. Noller, Th. Zwenger (Hrsg.), Die Aktualität des Geistes, Klassische Positionen nach Kant und ihre Relevanz in der Moderne, München/Freiburg (Alber) 2018.